# Regering-De Rochebouët
De regering-De Rochebouët was van 23 november 1877 tot 13 december 1877 de regering van Frankrijk. De premier was Gaëtan de Grimaudet de Rochebouët.

## Regering-De Rochebouët (23 november-13 december1977)
- Gaëtan de Grimaudet de Rochebouët - President van de Raad (premier) en minister van Defensie
- Gaston-Robert, marquis de Banneville - Minister van Buitenlandse Zaken
- Charles Welche - Minister van Binnenlandse Zaken
- François Dutilleul - Minister van Financiën
- François Le Pelletier - Minister van Justitie en Grootzegelbewaarder
- Albert Roussin - Minister van Marine en Koloniën
- Hervé Faye - Minister van Onderwijs en van Kerkelijke Zaken
- Michel Graëff - Minister van Openbare Werken
- Jules Ozenne - Minister van Landbouw en Handel